# František Čáp (politik)
František Čáp (21. listopadu 1907 Karlova Ves – 23. listopadu 1968 Bratislava) byl slovenský a československý politik, poválečný poslanec Prozatímního Národního shromáždění, Slovenské národní rady a Národního shromáždění ČSR za Komunistickou stranu Slovenska (respektive za KSČ); v 50. letech 20. století primátor Bratislavy.

## Život
Jeho otcem byl správce školy v rodné Karlově Vsi Ján Alexander Čáp. Vyučil se typografem.
Za tzv. slovenského štátu byl funkcionářem ilegální Komunistické strany Slovenska v okrese Žilina. Za Slovenského národního povstání byl členem povstalecké Slovenské národní rady. Na sjednocovacím sjezdu KSS a sociální demokracie byl zvolen členem Ústředního výboru KSS.
V letech 1945-1946 byl poslancem Prozatímního Národního shromáždění za KSS. Poslancem byl do roku 1946, do parlamentních voleb v roce 1946. Znovu se do parlamentu vrátil po parlamentních volbách v roce 1948. Poslancem byl do roku 1954. Mezitím byl na základě výsledků parlamentních voleb roku 1946 zvolen do Slovenské národní rady.
Po osvobození působil jako předseda Okresního národního výboru v Žilině. Byl generálním ředitelem Polygrafických závodů na Slovensku a předsedou Ústředního národního výboru (primátorem) Bratislavy v letech 1954-1957.